# Fendant
Der Fendant [fãˈdãː] ist ein trockener und weicher AOC-zertifizierter Weisswein, der ausschliesslich im Schweizer Kanton Wallis kultiviert wird und der ausschliesslich aus der Rebsorte stammt, die von Deutschsprachigen als Gutedel und von Französischsprachigen als Chasselas bezeichnet wird. Fendant wird im Wallis als traditionelle Rebsorte betrachtet, der die Bezeichnung Walliser Grand Cru vorbehalten ist. Jegliche Zugabe ist verboten. Der Fendant wird gewöhnlich jung getrunken, also etwa ein bis drei Jahre nach dessen Produktion. Er ist neben dem Dôle der bekannteste Schweizer Wein.

## Ursprung
In der heutigen Schweiz findet die Gutedelrebe in klösterlichen Urkunden als «Fendant» seit dem 12. Jahrhundert Erwähnung, während sich die Bezeichnungen «Gutedel» und «Chasselas» bis auf die Jahre 1621 und 1654 zurückverfolgen lassen. Spätestens Anfang des 16. Jahrhunderts muss der Fendant von der Genferseeregion, dem Ursprung des Chasselas, weiter hinauf ins Wallis hinein gelangt sein, denn anhand klösterlicher Urkunden kann im Kanton Wallis dessen Anbau bis ins 16. Jahrhundert zurückverfolgt werden. Die Verwandtschaft der beiden Termini «Fendant» und «Chasselas» wurde erst 1715 festgestellt.
Nach dem Sonderbundskrieg im Jahre 1847 wurde ab dem Jahre 1848 die Fendantrebe durch den Kanton Wallis aktiv u. a. mittels der kommerziellen Entwicklung der ersten Walliser Kellereien gefördert, weil sie einfach anzubauen ist und weil deren Tafeltrauben angenehm süss schmecken und gut transportfähig sind. Seither wird der Fendant im Kanton Wallis im grossen Umfang angebaut, so dass er zur zweitwichtigsten Schweizer Sorte hinter dem Pinot noir bzw. dem Dôle aufstieg.

## Name
Der Name «Fendant» leitet sich vom französischen Wort für spalten also fendre (la fente, die Spalte) ab, da sich die reifen Weintraubenbeeren durch leichten Fingerdruck in Schale und Fruchtfleisch ohne Auslauf des Fruchtsaftes spalten lassen.
Seit dem Jahr 1966 darf der Name «Fendant» als geschützte Ursprungsbezeichnung einzig von diesbezüglichen Weinen getragen werden, die explizit aus dem Kanton Wallis kommen.

## Weinbaugebiet
Fendant wird im gesamten Weinbaugebiet des Kantons Wallis kultiviert, wo er rund 30 Prozent des gesamten Rebbestandes der grössten Weinregion der Schweiz ausmacht. Durchschnittlich werden im Kanton Wallis jährlich 13,2 Millionen Kilo Fendanttrauben geerntet, was einer Produktion von 10,6 Millionen Liter Wein entspricht. Die wichtigsten Anbaugebiete sind Chamoson, Saillon und Martinach im Unterwallis, Sitten und Siders im Mittelwallis und Salgesch im Oberwallis.

## Vinifizierung
Anhand der Reifekontrolle der Fendanttrauben legen die Önologen Parzelle um Parzelle das Erntedatum fest. Unmittelbar nach der Ernte werden die Trauben abgepresst. Die Kelterung erfolgt auf schonende Weise mittels pneumatischen Pressens. Anschliessend wird der Most durch Flotation vorgeklärt, um die Trübstoffe durch Auftrieb zu entfernen. Es folgt eine kurze Gärung mit ausgewählten Hefen bei kontrollierter Temperatur von 20 °C. Die auf frischer Weinhefe konservierten Cuvées werden stabilisiert, um jegliche malolaktische Gärung zu unterbinden. Um das natürliche Kohlendioxid zu bewahren, steht der Gärtank in einem gekühlten Raum. In dieser Zeit wird der Wein weder abgestochen noch filtriert. Abschliessend wird der Wein einige Tage vor dem Flaschenabzug durch tangentiale Keramikfiltration geklärt.

## Eigenschaften
Der Fendant spricht sehr auf das Terroir in Verbindung von Boden, Exposition und Mikroklima an und widerspiegelt dieses mit subtilen Nuancen. Daher schmeckt er im Unterwallis wie in Ardon oder Vétroz insbesondere nach mineralischen Noten. Im Mittelwallis wie in Sitten und Saint-Léonard gefällt er sich mit Fülle und Üppigkeit, in Siders präsentiert er sich mit einer feinen, stärkenden und wohltuenden Bitterkeit. Im Oberwalliser Visperterminen auf dem höchsten Weinberg nördlich des Alpenhauptkammes weist er sich insbesondere durch blumige und geschmeidige Fruchtnuancen aus.
Das Walliser Gesetz schreibt für den Fendant Appellation d’Origine Contrôlée bzw. AOC du Valais ein Mindest-Oechslegrad von 70,6 °Oe und Ertragsgrenzen pro Flächeneinheit von 1,4 kg pro m2 oder 1,12 l pro m2 (Most) vor, für den Fendant Grand Cru bzw. GC du Valais von 78 °Oe und von 1,1 kg pro m2 oder 0,88 l pro m2 (Most). Ein Alkoholgehalt von 11 bis 12,5 Prozent ist üblich.

## Degustation
Bis drei Jahre nach der Produktion trägt der Fendant sowohl dessen jugendlichen, lebhaften und heiteren Charakter als auch dessen geschmeidigen und runden Geschmacksnoten zur Schau mit einem frischen, prickelnden Ansatz und Aromen, in denen oft Früchte und Blumen ineinander spielen. Die grossen Jahrgänge weisen nach fünf oder zehn Jahren Lagerung Aromen von Honig, Nüssen und eine geschmeidige Textur auf, die ihnen eine ungeahnte und aussergewöhnliche Komplexität verleihen.

## Servieren
Der Fendant wird als Aperowein geschätzt, passt auch zu Gerichten wie gebackenem oder gegrilltem Fisch und zu Käse wie Fondue und Raclette sowie anderen Walliser Spezialitäten wie dem Walliser Teller.